# Bulgarian International 2008
Die Bulgarian International 2008 im Badminton fanden vom 2. bis zum 5. Oktober 2008 in Sofia statt.

## Medaillengewinner
| Disziplin    | Gold                               | Silber                             | Bronze                               |
| ------------ | ---------------------------------- | ---------------------------------- | ------------------------------------ |
| Herreneinzel | Yuichi Ikeda                       | Raul Must                          | Kristian Karttunen                   |
| Herreneinzel | Yuichi Ikeda                       | Raul Must                          | Ivan Sozonov                         |
| Dameneinzel  | Petya Nedelcheva                   | Susan Hughes                       | Zhang Xi                             |
| Dameneinzel  | Petya Nedelcheva                   | Susan Hughes                       | Linda Zechiri                        |
| Herrendoppel | Vitaliy Durkin Alexandr Nikolaenko | Adam Cwalina Wojciech Szkudlarczyk | Andrej Ashmarin Anton Ivanov         |
| Herrendoppel | Vitaliy Durkin Alexandr Nikolaenko | Adam Cwalina Wojciech Szkudlarczyk | Jürgen Koch Peter Zauner             |
| Damendoppel  | Nina Vislova Valeria Sorokina      | Emelie Lennartsson Emma Wengberg   | Chien Yu-chin Chou Chia-chi          |
| Damendoppel  | Nina Vislova Valeria Sorokina      | Emelie Lennartsson Emma Wengberg   | Yuka Hayashi Yakina Imura            |
| Mixed        | Vitaliy Durkin Nina Vislova        | Valeriy Atrashchenkov Elena Prus   | Alexandr Nikolaenko Valeria Sorokina |
| Mixed        | Vitaliy Durkin Nina Vislova        | Valeriy Atrashchenkov Elena Prus   | Hsieh Yu-hsing Chien Yu-chin         |